# Степовий гірчак
Степовий гірчак (Acroptilon) — рід квіткових рослин з родини айстрових (Asteraceae). Таксон розглядається частиною роду медовий осот (Leuzea).